# 惑星引导者
《惑星引导者》是一款由Produce公司制作、艾尼克斯发行的電子角色扮演遊戲。本游戏于1993年4月23日在日本地区超级任天堂发行。 于1993年8月3日在北美地区发行。
玩家可以选择7个角色中的一个。并与其他角色组成队伍进行作战。游戏发生在一个名为Ticondera的大陆。
游戏收到一些正面评价。《GamePro》的Nightrunner表扬了游戏的图像、动画、音乐、声效和非线性的剧情。